# Mudahadadi, Davanagere
Mudahadadi là một làng thuộc tehsil Davanagere, huyện Davanagere, bang Karnataka, Ấn Độ.